# Bruno Santon
Bruno Santon (Marghera, Reino de Italia; 25 de junio de 1942-Livorno, Italia; 15 de diciembre de 2023) fue un futbolista italiano que jugó en la posición de centrocampista.

## Equipos
| Periodo   | Club             |
| --------- | ---------------- |
| 1959-1962 | Venezia FC       |
| 1962-1963 | Cagliari Calcio  |
| 1963-1965 | Venezia FC       |
| 1965-1966 | Mantova 1911     |
| 1966-1971 | US Livorno 1915  |
| 1971-1972 | Lucchese 1905    |
| 1972-1973 | FC Ponsacco 1920 |

## Logros
- Serie B (1): 1960-1961